# Мерріам (Канзас)
Мерріам (англ. Merriam) — місто (англ. city) в США, в окрузі Джонсон штату Канзас. Населення — 11 098 осіб (2020).

## Географія
Мерріам розташований за координатами 39°1′3″ пн. ш. 94°41′38″ зх. д. / 39.01750° пн. ш. 94.69389° зх. д. (39.017622, -94.693951).  За даними Бюро перепису населення США в 2010 році місто мало площу 11,19 км², з яких 11,18 км² — суходіл та 0,01 км² — водойми.

## Демографія
Згідно з переписом 2010 року, у місті мешкали 11 003 особи в 4900 домогосподарствах у складі 2788 родин. Густота населення становила 983 особи/км².  Було 5224 помешкання (467/км²).
Расовий склад населення:
| - 83,4 % — білих - 6,1 % — чорних або афроамериканців - 2,6 % — азіатів - 0,5 % — корінних американців - 0,1 % — вихідців з тихоокеанських островів - 3,9 % — осіб інших рас |

До двох чи більше рас належало 3,6 %. Частка іспаномовних становила 10,7 % від усіх жителів.
За віковим діапазоном населення розподілялося таким чином: 20,1 % — особи молодші 18 років, 66,0 % — особи у віці 18—64 років, 13,9 % — особи у віці 65 років та старші. Медіана віку мешканця становила 37,4 року. На 100 осіб жіночої статі у місті припадало 91,7 чоловіків;  на 100 жінок у віці від 18 років та старших — 89,1 чоловіків також старших 18 років.
Середній дохід на одне домашнє господарство  становив 63 886 доларів США (медіана — 56 914), а середній дохід на одну сім'ю — 76 389 доларів (медіана — 71 328). Медіана доходів становила 47 471 долар для чоловіків та 40 478 доларів для жінок. За межею бідності перебувало 9,0 % осіб, у тому числі 12,8 % дітей у віці до 18 років та 9,1 % осіб у віці 65 років та старших.
Цивільне працевлаштоване населення становило 6612 особи. Основні галузі зайнятості: освіта, охорона здоров'я та соціальна допомога — 20,5 %, науковці, спеціалісти, менеджери — 13,0 %, роздрібна торгівля — 12,7 %.